# ハートビート (ゲーム会社)
株式会社ハートビート（英: Heart Beat Inc.）は、コンピュータゲームソフト等の開発を行っている日本の企業。

## 概要
『ドラゴンクエストIII そして伝説へ…』（ファミリーコンピュータ版）からドラゴンクエストシリーズの開発に関わった山名学によって1992年に設立された。
ハートビートは、エニックス（現スクウェア・エニックス）が発売したドラゴンクエストシリーズのうち、『ドラゴンクエストVI 幻の大地』から、プレイステーション版『ドラゴンクエストIV 導かれし者たち』までの作品の開発を手がけた。
しかし、2002年2月1日にハートビートはゲーム制作業から撤退した。その後2002年8月に山名は新会社ジニアス・ソノリティを設立しており、ハートビートはそのまま解散したと思われていたが、山名によれば当時のスタッフは全員解雇したものの、解散・休眠はしておらず細々と存続していたという。
2012年11月11日、「再起動」が発表された。

## 代表作
- ドラゴンクエストVI 幻の大地
- スーパーファミコン ドラゴンクエストIII そして伝説へ…
- ドラゴンクエストVII エデンの戦士たち
- ドラゴンクエストIV 導かれし者たち （プレイステーション版）